# Centre de documentation de l'École militaire
La bibliothèque de l’École militaire (BEM)  a été créée en 2009 principalement pour répondre aux besoins documentaires des centres de formation et de recherche de l’Enseignement militaire supérieur (EMS) présents sur le site de l’école militaire de Paris où elle se situe elle-même, dans une aile totalement rénovée (bâtiment 12). Une vingtaine d'agents concourt à son fonctionnement. En 2017 son directeur est Franck Smith. Elle dépend de la Direction de l'enseignement militaire supérieur (DEMS).
À l'occasion du lancement de l'Académie de défense de l'école militaire (ACADEM) le 26 octobre 2023, le centre de documentation de l'école militaire (CDEM) devient la Bibliothèque de l'École militaire (BEM).

## Objectifs
La BEM est née du constat fait en 2004 par la ministre de la Défense Mme Alliot-Marie du trop grand éparpillement et du manque de visibilité et d'efficience de la fonction documentaire sur le site de l'École militaire, avec de multiples petites bibliothèques et des stratégies divergentes ou redondantes, notamment au niveau des acquisitions.
Il s'agit donc de réunir en un seul lieu, d'une part, un important fonds patrimonial issu des saisies révolutionnaires et enrichi au fil des années de manière encyclopédique (histoire, science, littérature, ..) comprenant plus de 100 000 documents, notamment des manuscrits, des imprimés ainsi que des cartes et des plans datant du XVIe au XIXe siècle, ; d'autre part, l'ensemble des collections issues des fonds de l'École de guerre, du collège d'enseignement supérieur de l'Armée de terre (CESAT), du centre d'études stratégiques de la marine (CESM), du centre d'études stratégiques aérospatiales (CESA), du centre des hautes études de l'Armement (CHEAr), de la Délégation aux affaires stratégiques (DAS) et de l'Institut des hautes études de défense nationale (IHEDN).

## Missions

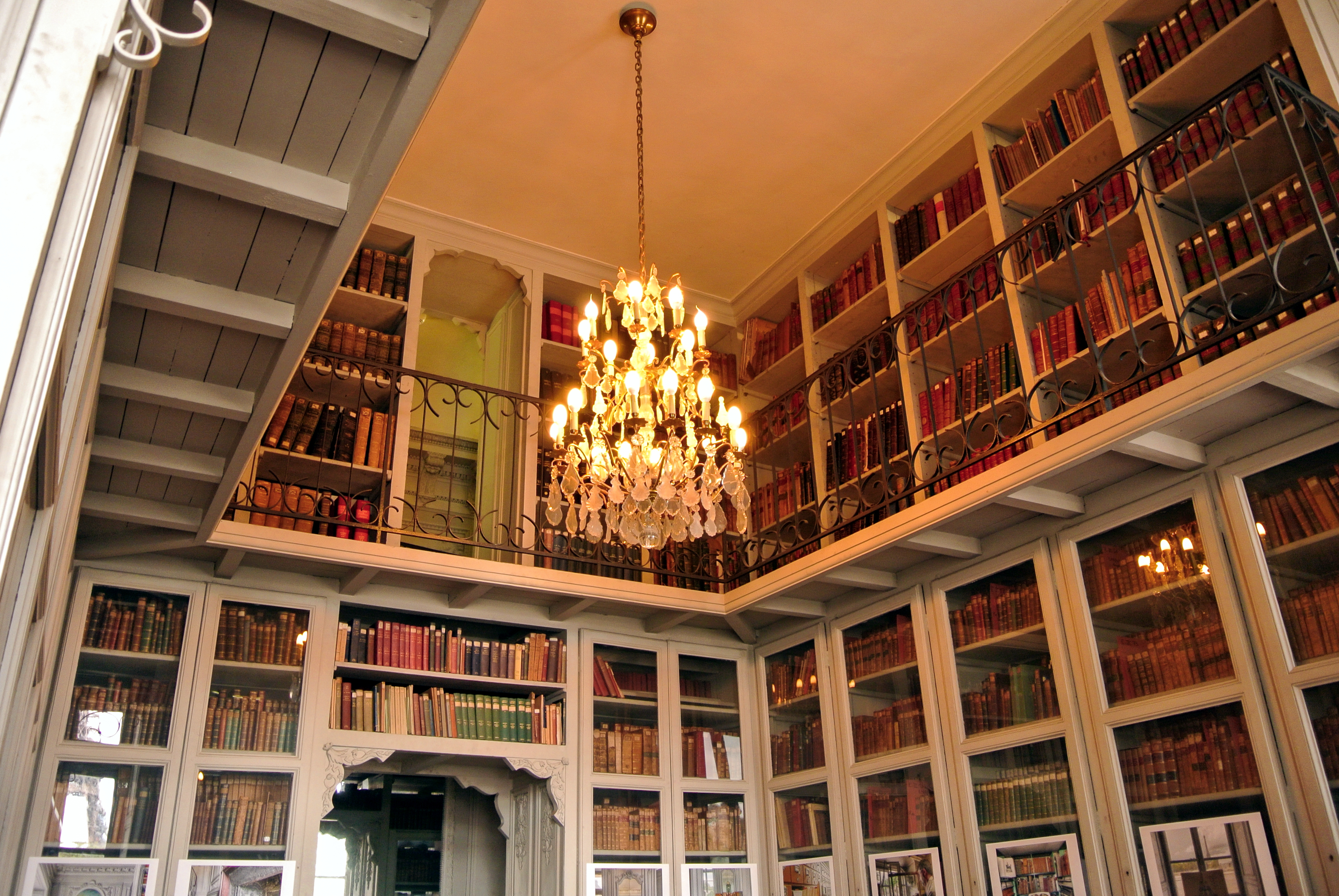
Une section de la Bibliothèque de l'École militaire, à Paris.

### Mise à disposition des ressources
Le fonds proposé comporte près de 130 000 monographies et documents de recherche (thèses ; mémoires, congrès), 300 titres de périodiques vivants, des ressources électroniques spécialisées ; auxquels s'ajoutent les 100 000 documents du fonds patrimonial pour les recherches historiques situé dans la Bibliothèque patrimoniale de l'École militaire, un lieu classé au titre des monuments historiques (œuvre de l'architecte Jacques Ange Gabriel). Le catalogue de la BEM est consultable en ligne.
L'ensemble est accessible à tous les acteurs de la réflexion de défense (institutionnels, stagiaires et auditeurs de l'enseignement militaire, chercheurs militaires et civils, universitaires…). ↵Il est également accessible à tout public dont les besoins de recherche le justifient.
Actuellement, les visiteurs extérieurs y accèdent par le 17, place Joffre 75007 Paris (accès direct) ou par le 1, place Joffre (entrée principale de l'école militaire) ; sur présentation d'une pièce d'identité.
La bibliothèque de l'école militaire peut accueillir 150 lecteurs sur trois niveaux (1 800 m2).

### Offre de prestations documentaires
La BEM doit valoriser ses ressources, sous la forme de produits d’information à valeur ajoutée (bibliographies, synthèses, dossiers documentaires, veille spécialisée, etc.) à destination des centres de recherche et de formation de l’Enseignement militaire supérieur.